# Cantharinae
Cantharinae  (лат.) — подсемейство жуков семейства мягкотелок.

## Внешнее строение
Последний членик щупиков топоровидной формы. Надкрылья не редуцированы. Голени со шпорами. Брюшко из 9—10 сегментов.

## Систематика
- Триба Cantharini  Imhoff, 1856
  - Absidia Mulsant, 1863
  - Ancistronycha Märkel, 1851
  - Armidia Mulsant, 1862
  - Atalantycha Kazantsev, 2005
  - Boveycantharis  Wittmer, 1969
  - Cantharis  Linnaeus, 1758
  - Cantharomorphus  Fiori, 1914
  - Cordicantharis  Svihla, 1999
  - Cratosilis  Motschulsky, 1860
  - Lycocerus Gorham, 1889
  - Metacantharis  Bourgeois, 1886
  - Occathemus  Svihla, 1999
  - Pakabsidia  Wittmer, 1972
  - Podistra  Motschulsky, 1839
  - Rhagonycha  Eschscholtz, 1830
  - Sinometa  Wunderlich, 2008
- Триба Podabrini  LeConte, 1881
  - Dichelotarsus  Motschulsky, 1859
  - Podabrus  Westwood, 1838